# Кербер
Кербер (грч. Κέρβερος) (на грчком „демон из јаме“) је у грчкој митологији био пас - чувар Хадовог подземног царства.

## Митологија
Ово чудовишно створење имало је три главе и змију на репу. Био је потомак Ехидне и Тифона, сестре су му биле Химера и Хидра, а брат Ортар.
Његов застрашујући изглед одлично је одговарао дужности коју је Кербер обављао у подземном свету Хада. Био је строг стражар на улазу и још строжи на излазу. Мртве је у подземни свет пуштао прилично благонаклоно, али напоље није пуштао никога. По својој стражарској будности и дужности, Кербер је постао пословичан, али му се ипак догађало да га неко и превари.
Неколико пута су га савладали различити јунаци:
- Херакле у свом последњем задатку
- Орфеј га је успавао помоћу својих музичких способности
- Хермес га је успавао водом из реке Лете
- Психа га је успавала отровним медењацима
- Сибила га је успавала отровним медењацима да би Енеја могао ући у подземно царство (римска митологија)

### Херакле и Кербер
Хераклов последњи задатак био је хватање Кербера. Морао је да се спусти у мрачно Хадово царство и доведе Кербера. Крај самих врата која воде у Хадово царство, Херакле је угледао Тезеја и тесалијског краља Перифоја који су били причвршћени за стену. Богови су их казнили, јер су Хаду хтели да отму његову жену Персефону. Херакле се сажали и одмах ослободи Тезеја, али кад је покушао да ослободи Перифоја, земља се затресе, и он одмах схвати да богови не желе његово ослобођење. Дуго је лутао подземним царством где је наишао на многе ужасне ствари, али је коначно стигао до Хадовог престола. Херкул је од Хада тражио Кербера, и он му га је обећао, под условом да га ухвати без оружја. Херакле је дуго тражио Кербера по подземном царству, и на крају га нашао на обалама Ахеронта. Херакле га је укротио, и одвео из царства мрака у Микену. Кербер се силно уплаши светлости. Отровна пена капаше из његових чељусти на земљу. Свуда куд би канула макар једна кап те течности, ницале су отровне траве. Херакле доведе Кербера до микенских зидина, али ужас обузе плашљивог Еуристеја од једног погледа страшног пса. Скоро на коленима је молио Херакла да га опет врати у подземно царство. Херакле испуни последњу његову молбу, и врати Хаду његовог страшног чувара.